# Vanlig paradiskungsfiskare
För släktet Tanysiptera, se paradiskungsfiskare
Vanlig paradiskungsfiskare (Tanysiptera galatea) är en fågel i familjen kungsfiskare inom ordningen praktfåglar.

## Utseende och läte
Vanlig paradiskungsfiskare är en kungsfiskare med mycket lång stjärt. Den är vit på undersida och undergump, medan ovan sidan är mörkblå med ljusblått på skuldran och hjässan. Den långa stjärten är vit med två förlängda centrala stjärtpennor som avslutas i spatlar. Den är mycket lik mindre paradiskungsfiskare, men vanlig paradiskungsfiskare är större, med ljusare hjässa, vita istället för blå yttre stjärtpennor och kraftigare näbb. Lätet består av en snabbt accelererande och något stigande serie med torra toner.

## Utbredning och systematik
Vanlig paradiskungsfiskare förekommer på Nya Guinea med omgivande övärld och delas in i 15 underarter med följande utbredning:
- T. g. doris – Morotai (norra Moluckerna)
- T. g. emiliae – Pulau Rau (Moluckerna)
- T. g. browningi – Halmahera (norra Moluckerna)
- T. g. brunhildae – Pulau Doi (Moluckerna)
- T. g. sabrina – Kayoa (norra Moluckerna)
- T. g. margarethae – Bacan (norra Moluckerna)
- T. g. obiensis – centrala Moluckerna (Obi och Bisa)
- T. g. acis – Buru (södra Moluckerna)
- T. g. boanensis – Boano (Moluckerna)
- T. g. nais – södra Moluckerna (Ambon, Manipa, Seram, Manawoka, Gorong)
- T. g. galatea – nordvästra Nya Guinea och Västpapua
- T. g. meyeri – norra Nya Guinea (Mamberamofloden till Jimi River Valley)
- T. g. minor – södra Nya Guinea (Digul River, Kumusi River) och Darnley Island
- T. g. vulcani – Manam (utanför Papua Nya Guinea)
- T. g. rosseliana – Rossel (Louisiaderna)

## Levnadssätt
Vanlig paradiskungsfiskare är en skogslevande fågel. Den hörs oftare än ses och kan sitta stilla långa perioder, långsamt vippande sin långa stjärt.

## Status och hot
Arten har ett stort utbredningsområde, men tros minska i antal, dock inte tillräckligt kraftigt för att den ska betraktas som hotad. Internationella naturvårdsunionen IUCN listar arten som livskraftig (LC).

## Bilder

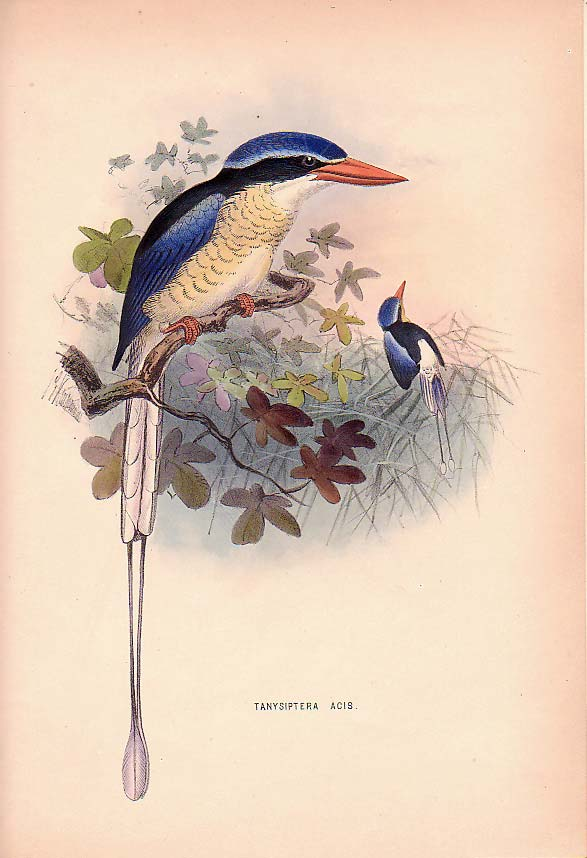
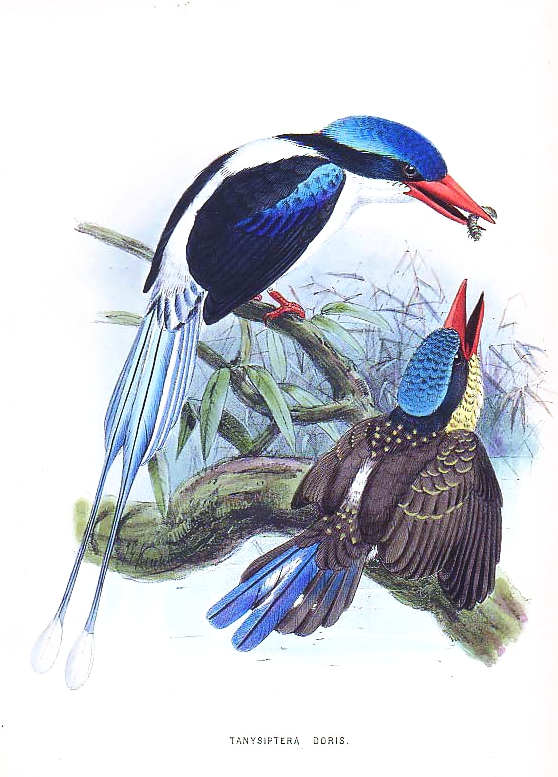
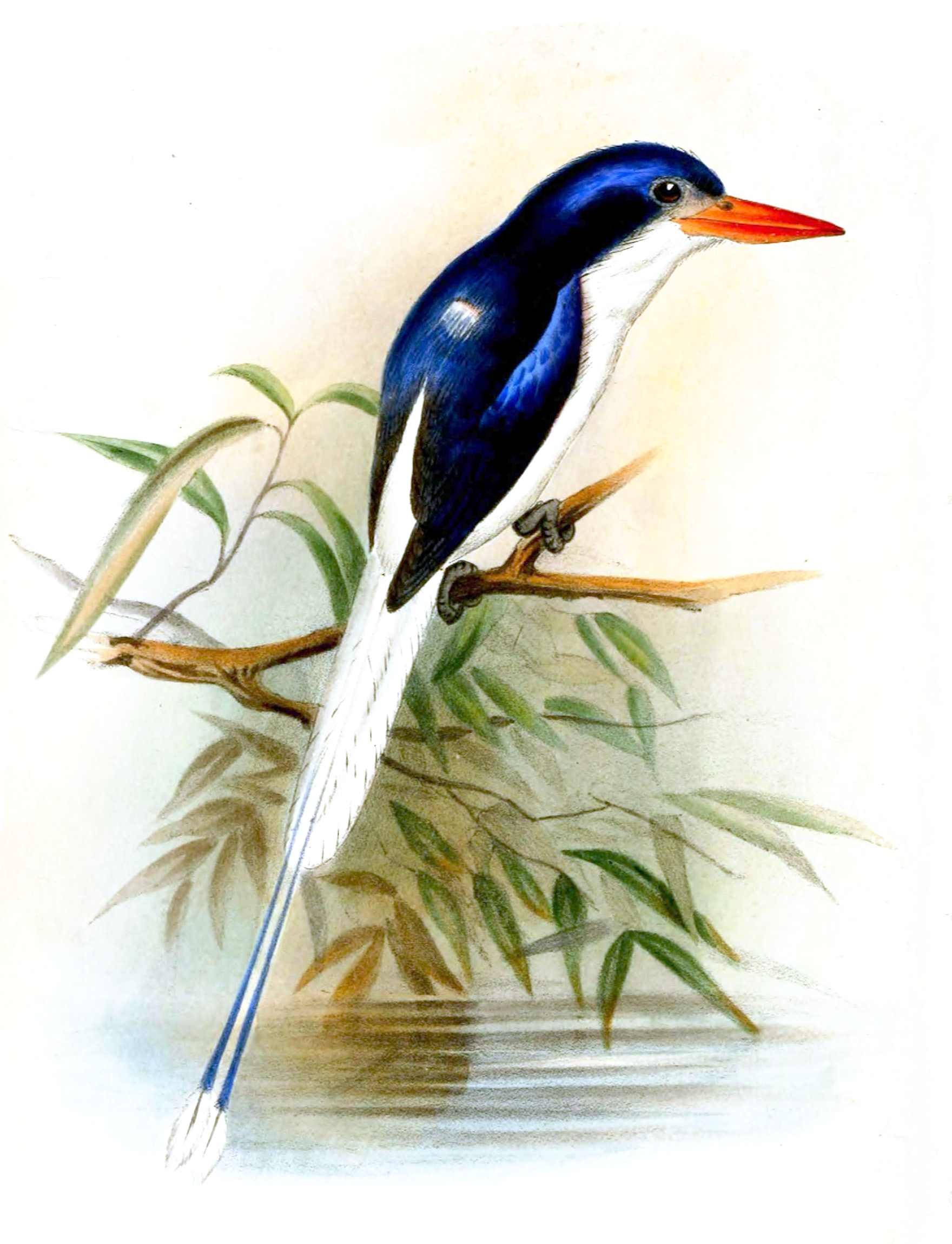
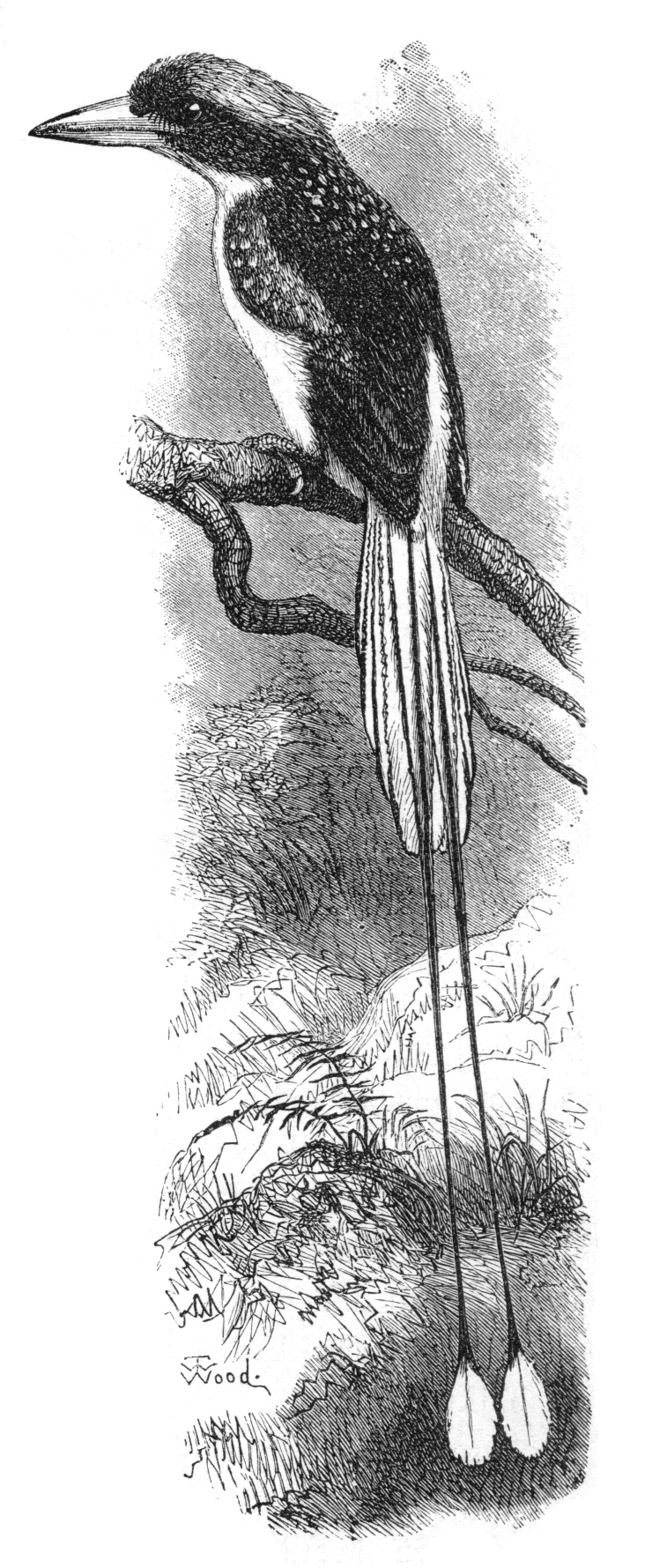